# Echoes (Альбом)
«Echoes» (укр. Екоуз) — другий студійний альбом українського електронного проекту Cape Cod. До запису 14 треків з релізу долучилися 7 вокалістів із США, Великої Британії та Ірландії.

## Про альбом
Основним лейтмотивом альбому стала спроба вирватися з потоку інформаційного шуму. У день прем'єри був запущений квест, під час якого низка київських закладів цілий тиждень транслювала у себе альбом від початку до кінця, після чого пропонувала відвідувачам залишити свій «фізічний» коментар.
Обкладинкою альбому стала сума з 14 кольорів, які вибирали найближчі для Максима Сікаленка люди. Кожен з них, до офіційного виходу альбому, прослухав реліз і вибрав один колір, з яким у нього асоціюється реліз. Шляхом додавання вийшов колір, який і став обкладинкою Echoes. Автор ідеї художник та дизайнер Олексій Дівісенко.

## Список пісень
| #   | Назва                                      | Автор слів      | Автор музики     | Тривалість |
| --- | ------------------------------------------ | --------------- | ---------------- | ---------- |
| 1.  | «Sunsay (feat. Richard Farrell)»           | Richard Farrell | Максим Сікаленко | 3:54       |
| 2.  | «Good Company Girl (feat. YMTK)»           | YMTK            | М. Сікаленко     | 3:31       |
| 3.  | «Echo 1»                                   | М. Сікаленко    | М. Сікаленко     | 1:31       |
| 4.  | «I Am That (feat. Leah Vee)»               | Leah Vee        | М. Сікаленко     | 4:05       |
| 5.  | «I Don't Wanna Know (feat. Mickey Shiloh)» | Mickey Shiloh   | М. Сікаленко     | 5:00       |
| 6.  | «Echo 2»                                   | М. Сікаленко    | М. Сікаленко     | 1:21       |
| 7.  | «Force Notch»                              | М. Сікаленко    | М. Сікаленко     | 4:26       |
| 8.  | «I'm Coming Home (feat. Richard Farrell)»  | R. Farrell      | М. Сікаленко     | 3:54       |
| 9.  | «Fight (feat. Cheshy)»                     | Cheshy          | М. Сікаленко     | 3:36       |
| 10. | «Echo 3»                                   | М. Сікаленко    | М. Сікаленко     | 3:29       |
| 11. | «Just Because Of You (feat. Daramola)»     | Daramola        | М. Сікаленко     | 4:02       |
| 12. | «Let Me Know (feat. TONYB.)»               | TONYB.          | М. Сікаленко     | 3:35       |
| 13. | «Wondrous Spirit (feat. Richard Farrell)»  | R. Farrell      | М. Сікаленко     | 3:24       |
| 14. | «Echo 4»                                   | М. Сікаленко    | М. Сікаленко     | 1:30       |

## Носії
| Дата            | Формат              | Лейбл          | Кількість носіїв |
| --------------- | ------------------- | -------------- | ---------------- |
| 28 вересня 2018 | Цифрова дистрибуція | Kiev House     |                  |
| 2 вересня 2019  | Вініл               | Vinyla Records | 300 копій        |

## Критика та відгуки
Echoes отримав переважно позитивні відгуки. Головний редактор видання Karabas Live [Архівовано 22 квітня 2020 у Wayback Machine.] Ігор Панасов зазначив: «Echoes — музика, в якій немає меж. Це світове мистецтво за духом, а не лише за формою. Внутрішня свобода у всьому — від саунду до вміння знайти порозуміння з різними музикантами-гостями. Саме тому в альбомі такими органічними видаються закордонні вокалісти, яких запросив Максим Сікаленко. І, що дуже важливо, це робота людини, яка є неординарною й поза межами своєї музики.»
Видання СЛУХ поставило альбом на 3 місце у рейтингу «Головних українських альбомів року», написавши: «Cape Cod добряче попрацював, щоб записати свій другий альбом Echoes, який вивів українську танцювальну електроніку на новий рівень.»
Альбом посів 2 місце у списку "18 найкращих українських альбомів 2018 року за версією видання LiRoom [Архівовано 10 травня 2020 у Wayback Machine.]. Критик Олексій Бондаренко зазначає: "Один із найважливіших електронних українських альбомів цього року. Echoes — це комплексна та багаторівнева робота в плані звуку та пісенної творчості. Якщо дебютний альбом нагадував музичний шоукейс Максима Сікаленко та Constantine, Echoes — концептуально завершене полотно.